# 消費資本主義!
『消費資本主義! 見せびらかしの進化心理学』（Spent: Sex, Evolution, and Consumer Behavior）は2009年に発表された進化心理学者ジェフリー・ミラーによる著書。邦訳は2017年に勁草書房から、訳片岡宏仁で出版されている。

## 内容
消費主義を進化の文脈から考察していく。特に、「開放性」、「堅実性」、「同調性」、「安定性」、「外向性」のビッグファイブに「一般知性」を加えた6つを中核六項目と定義し、これらがどのようなスコアになっているかで様々な事が推測できるとし、それぞれの項目がどのように「見せびらかし」消費と関わっているかの理論が述べられる。